# Suzanne et les Jeunes Hommes
Suzanne et les jeunes hommes est le neuvième tome de la Chronique des Pasquier de Georges Duhamel, publié en 1941 au Mercure de France.

## Écriture du roman
Ce pénultième volume de la Chronique est écrit dans les années noires de la Seconde Guerre mondiale et se tient volontairement à l'écart du personnage central du cycle, Laurent Pasquier. Il est publié par épisodes dans La Revue des deux Mondes en 1941, puis au Mercure de France la même année en novembre (augmentée de deux chapitres – XIII et XVII – et enrichie d'un nouveau personnage, le fantasque et protéiforme M. Lavoine), avant d'être interdit par les Allemands, comme toute l'œuvre de Duhamel, durant la guerre à partir de 1942. Il parait alors à Montréal aux éditions de l'Arbre en 1943.

## Résumé
En avril 1921, Suzanne Pasquier est une actrice de théâtre reconnue à Paris. Elle dévoue sa vie à la scène et travaille avec Éric Vidame, un metteur en scène de talent et novateur d’un petit théâtre de la rue des Carmes, pour lequel elle éprouve une admiration ambiguë. Belle et courtisée, Suzanne ne manque pas d’admirateurs, dont notamment les trois jeunes frères Baudoin, qui par un heureux hasard vivent dans le village natal du père du clan Pasquier, Raymond, dans le Val-d’Oise. À la suite de la déception de ne pas se voir attribuer, par Vidame, un rôle qu’elle ambitionnait, Suzanne accepte finalement la proposition de l’ainé des Baudoin, Philippe, de venir passer quelque temps dans leur maison de Nesles-la-Vallée. Toute la famille Baudoin lui fait les honneurs d’une princesse, sans pour autant changer son style de vie simple et chaleureux. Suzanne découvre les joies de la vie à la campagne et entre dans ce qu’elle considère un peu comme un nouveau rôle : être la muse des frères Baudoin, amoureux transis de la belle actrice parisienne. Cependant après trois mois heureux, mais cependant difficiles pour Suzanne qui n’est épanouie que sur les scènes parisiennes, elle va, au moment où Philippe s’apprête à la demander en mariage, accepter au premier appel de partir en tournée internationale avec Vidame, que l’actrice principale vient de lâcher. Les frères Baudoin sont désespérés par cette défection, mais Suzanne bien qu’hésitante, ne veut ni ne peut fuir sa raison d’être : jouer sur scène.

## Analyse
Suzanne et les Jeunes Hommes peut être lu comme une description partielle de la femme de Georges Duhamel, Blanche Albane, actrice de théâtre qu'il a rencontrée en 1907 lors de son expérience communautaire au sein du groupe de l'Abbaye de Créteil. Blanche Albane devint réellement célèbre dans les années 1920 à Paris, en jouant notamment aux côtés de Charles Dullin et Louis Jouvet sous la direction de Jacques Copeau au théâtre du Vieux-Colombier, avant qu'elle ne décide d'abandonner la scène et d'aller vivre avec son mari à Valmondois, ce en quoi elle diffère du personnage de Suzanne, qui elle ne se résigne pas à abandonner sa carrière.

## Éditions
- Mercure de France, 1941.
- Éditions Omnibus, 1999  (ISBN 2258051436) et 2007  (ISBN 978-2-258-05143-0).